# EN260

## Beja - Vila Verde de Ficalho (fronteira)
A EN260 é uma estrada nacional, desclassificada no Plano Rodoviário Nacional de 1985, e que integra a rede nacional de estradas de Portugal através do IP8. No seu troço original, ligava Beja, na ligação com o IP2 e com a EN259, à fronteira espanhola, no concelho de Vila Verde de Ficalho. A estrada foi reclassificada e o seu percurso é parte do IP8.
A estrada está listada no Plano Rodoviário Nacional de 1945.
A travessia do rio Guadiana é feita pela Ponte de Serpa.
Atravessa os concelhos de Beja e de Serpa, no Distrito de Beja.

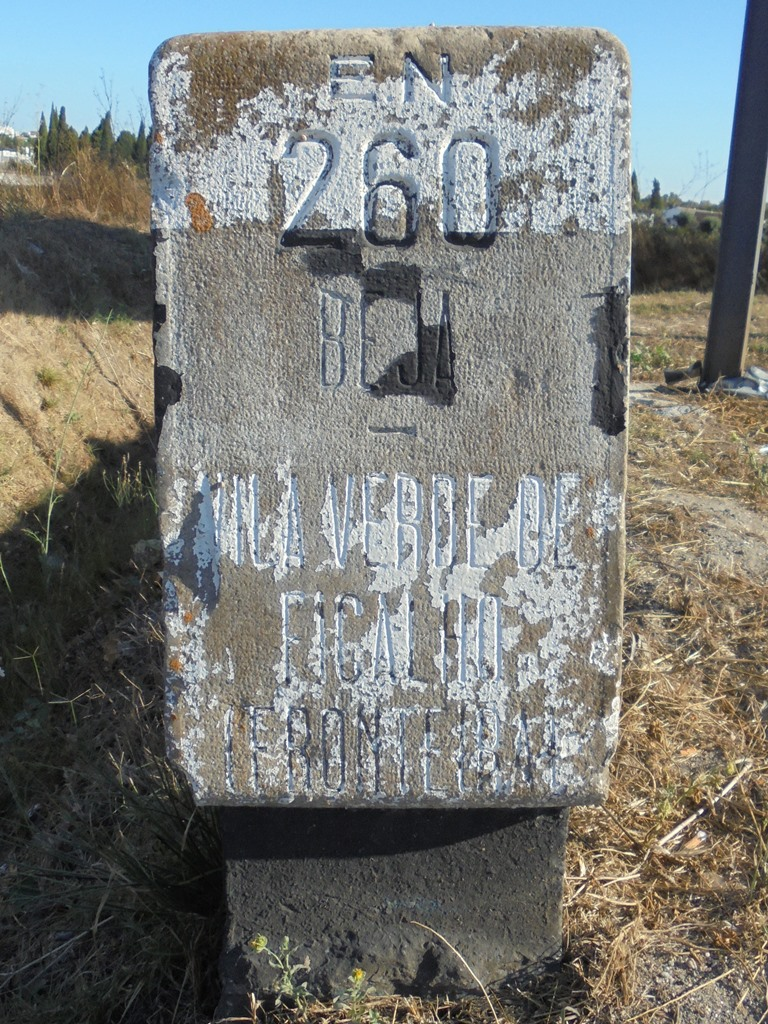
Marco Miriamétrico ao km0 em Beja, na rotunda da Força Aérea Portuguesa

## Percurso
| Localidade                     | Estrada que liga |
| ------------------------------ | ---------------- |
| Beja                           | IP 2 , N 259     |
| Nossa Senhora das Neves        |                  |
| Baleizão                       | M 512            |
|                                | N 391            |
| Ponte de Serpa                 |                  |
| Serpa                          | N 255, N 265     |
| A do Pinto                     |                  |
| Vila Nova de São Bento         | N 392            |
| Vila Verde de Ficalho          | N 385            |
| Espanha (Rosal de la Frontera) | N-433            |